# Antyrezonans
Antyrezonans – zjawisko zachodzące w układzie sprzężonych oscylatorów, w którym dla pewnych zakresów częstotliwości amplituda drgań jednego z oscylatorów jest wyraźnie mniejsza od amplitudy drgań tego oscylatora dla innych częstotliwości. Częstotliwości dla których zachodzi to zjawisko nazywa się częstotliwościami antyrezonansowymi. W niektórych przypadkach amplituda drgań w antyrezonansie może spaść prawie do zera.
Antyrezonans stosowany jest do ochrony przed drganiami układu pochodzącymi od zewnętrznej siły wymuszającej i interakcji z innymi oscylatorami.
Nazwę utworzono przez analogię do rezonansu.
Antyrezonans może wystąpić we wszystkich typach systemów sprzężonych oscylatorów, w tym mechanicznych, akustycznych, elektromagnetycznych i kwantowych. Ma ważne zastosowanie w charakteryzacji złożonych układów sprzężonych. Stosowanie urządzeń wykorzystujących zjawisko antyrezonansu nosi nazwę dynamicznej eliminacji drgań.

## Antyrezonans masy na sprężynie

Przykładowa zależność amplitudy i fazy drgań od częstotliwości dwóch sprzężonych rezonatorów.

Antyrezonans występuje w układzie złożonym z masy głównej {\displaystyle m_{1}} na sprężynie {\displaystyle c_{1},} do którego dołączona jest szeregowo, zwykle mniejsza masa dodatkowa {\displaystyle m_{2}} na sprężynie {\displaystyle c_{2}.} Jeżeli masa główna poddana jest wymuszeniu harmonicznemu o częstości {\displaystyle \theta ={\sqrt {\tfrac {c_{2}}{m_{2}}}},} to masa ta pozostaje w spoczynku, a drgania wykonuje tylko masa dodatkowa (w przypadku braku tłumienia w układzie).
Amplituda drgań {\displaystyle A_{2}} masy dodatkowej, drgającej w antyrezonansie z masą główną, wynosi {\displaystyle A_{2}=-P_{0}/c_{2},} gdzie {\displaystyle P_{0}} jest amplitudą siły wymuszającej drgania masy głównej.
Istotą zjawiska antyrezonansu jest działanie na masę główną dwu sił równych co do wartości, ale przeciwnie skierowanych: zewnętrznej siły wymuszającej {\displaystyle P_{0}} i siły bezwładności {\displaystyle B_{2}=-A_{2}c_{2}=-P_{0},} drgającej masy dodatkowej {\displaystyle m_{2}.}